# Amelangplatte
Amelangplatte är ett berg i Antarktis. Det ligger i Östantarktis. Norge gör anspråk på området. Toppen på Amelangplatte är 2 389 meter över havet.
Terrängen runt Amelangplatte är platt åt sydväst, men åt nordost är den kuperad. Trakten är obefolkad. Det finns inga samhällen i närheten. 